# Ismed Sofyan
Ismed Sofyan (Tualang Cut, Indonesia; 28 de agosto de 1979) es un futbolista de Indonesia que juega en la posición de defensa y que actualmente milita en el Persiraja Banda Aceh de la Liga 2 de Indonesia.

## Carrera

### Club
| Periodo   | Club                 | Apariciones | Goles |
| --------- | -------------------- | ----------- | ----- |
| 1997–1998 | PSBL Langsa          | 8           | 0     |
| 1998−2000 | Persiraja Banda Aceh | 25          | 0     |
| 2000–2002 | Persijatim FC        | 41          | 3     |
| 2002–2022 | Persija Jakarta      | 370         | 17    |
| 2022–     | Persiraja Banda Aceh | 0           | 0     |

### Selección nacional
Jugó para Indonesia en 54 ocasiones de 2000 a 2010 y anotó tres goles; participó en tres ediciones de la Copa Asiática.

## Logros

### Club
- Liga 1: 2018[5]
- President's Cup: 2018[6]

### Selección nacional
- Indonesian Independence Cup: 2000, 2008